# Neptis troundi
Neptis troundi är en fjärilsart som beskrevs av Pierre-baltus 1978. Neptis troundi ingår i släktet Neptis och familjen praktfjärilar. Inga underarter finns listade i Catalogue of Life.